# Sylvandre dalmate
Hipparchia syriaca
Espèce
Le Sylvandre dalmate (Hipparchia syriaca ) est un lépidoptère appartenant à la famille des Nymphalidae, à la sous-famille des Satyrinae et au genre Hipparchia.

## Dénomination
Il a été nommé Hipparchia syriaca par Otto Staudinger en 1871.
Synonymes : Satyrus hermione syriaca Staudinger, 1871; Satyrus hermione attikana Fruhstorfer, 1907; Eumenis fagi serula Fruhstorfer, 1908.

### Noms vernaculaires
Le Sylvandre dalmate se nomme Eastern Rock Grayling en anglais et Ανατολική ιππάρχια en grec.

## Description
Le Sylvandre dalmate est de couleur marron uni avec une large bande postdiscale plus claire, pouvant être presque blanche ou très assombrie, une frange entrecoupée et un ocelle à l'apex noir pupillé de blanc aux antérieures.
Le revers des antérieures est semblable avec un ocelle noir pupillé de blanc à l'apex, les postérieures sont marbrées de marron, de gris et de blanc.

## Biologie

### Période de vol et hivernation
Le Sylvandre dalmate vole en une génération entre juin et août, peut-être de mai à septembre.

### Plantes hôtes
Les plantes hôtes de sa chenille sont les houlques, des poacées.

## Écologie et distribution
Le Sylvandre dalmate est présent dans le sud-est de l'Europe, Albanie, Macédoine du Nord, Bulgarie, Grèce, Chypre et en Turquie, Liban, Syrie, Iran.

### Biotope
Il réside dans les lieux buissonneux des bois de pins et dans les clairières.